# アラブサット-1A
アラブサット-1A（アラビア語: عربسات-A1、英語: Arabsat-1A）は、サウジアラビアのアラブ衛星通信機構が運用する通信衛星。サウジアラビアの初の通信衛星であり、アラブ諸国の通信サービスの提供のために利用されている。エアロスペシアルがスペースバス100衛星バスを基に製造し、2機のNATO E/Fバンド(IEEE Sバンド)通信機と25機のNATO G/Hバンド(IEEE Cバンド)通信機を搭載している。打ち上げ時で重量は1170kg、運用寿命は7年間とされた。
アラブサット-1Aはアリアンスペース社によって1985年2月8日23時22分00秒(GMT)にギアナ宇宙センターのELA-1からアリアン3で打ち上げられた。スペースバス利用の衛星の最初の1機であり、東経19°の対地同期軌道に投入された。打ち上げ直後、太陽光パネルの展開に失敗し、結果として稼働能力が減っている。
その後、一連のジャイロスコープの作動不良によって稼動状態を終了し、バックアップ機としての運用に移った。1991年9月、衛星の高度制御システムにも障害が発生し、東に向けて漂流し始めた。1992年3月に最終的に運用が放棄された。